# District de Yicheng (Zhumadian)
Pour les articles homonymes, voir Yicheng.
Le district de Yicheng (驿城区 ; pinyin : Yìchéng Qū) est une subdivision administrative de la province du Henan en Chine. Il est placé sous la juridiction de la ville-préfecture de Zhumadian.